# Свети Никола Нови (стара църква в Лом)
Вижте пояснителната страница за други значения на Свети Никола.
„Свети Никола Нови“ е възрожденска православна църква в дунавския град Лом, България.

## Местоположение
Храмът е разположен в центъра на града.

## История
В 1832 година чорбаджи Цеко издейства ферман за строеж на нова църква в Лом и храмът е изграден в чифлика на Кара Мустафа, който получава името Църковна махала. Ферманът определя размерите на църквата: „10 разкрача широка, 15 дълга и два разкрача висока над земята“. Храмът става известен като Крайската църква. Изградена е от дялан камък. В нея са пренесени запазената църковна утвар от старата срутена църква в махалата Боруна „Свети Никола Стари“. В 1840 година църквата е разширена, а след Кримската война, на 30 септември 1856 година на храма са поставени две камбани. Камбаните с тегло 120 оки са доставени от видински търговец срещу 4000 гроша, събрани от ломчани. Но на 20 юли 1857 година, Илинден, който тогава съвпаднал с Байрама, мюсюлманска тълпа разрушава камбанарията и отнася камбаните пред конака за поругаване и до 1878 година османските власти не позволяват повече поставяне на камбани на църква в Лом.
В храма работят зографи от Дебърската художествена школа. Иконостасните икони са дело на Нестор Траянов и сина му Данаил Несторов.
Църквата, заедно с изградената в 1907 година до нея нова църква „Свети Никола Нови“ и съседната сграда на Ломското архиерейско наместничество са реставрирани от община Лом по програмата „Красива България“ през 2006 година.